# Leopoldas Kaminskas
Leopoldas Kaminskas (* 26. November 1923 in Kaunas; † 5. November 2018) war ein litauischer Chemieingenieur und Manager, Direktor des im Baltikum größten Chemiebetriebs „Azotas“.

## Leben
Nach dem Abitur am Gymnasium absolvierte Kaminskas von 1945 bis 1950 an der Fakultät für Chemietechnologie der Universität Kaunas das Studium der Silicate-Technologie und arbeitete danach als Assistent und Oberhochschullehrer, von 1953 bis 1956 war Aspirant am Lehrstuhl für Silicate am Kauno politechnikos institutas. Von 1972 bis 1985 leitete er als Direktor Jonavos azoto trąšų gamykla. Sein Nachfolger von 1985 bis 1999 war Bronislovas Lubys (1938–2011).
Von 1972 bis 1975 war Kaminskas Abgeordneter des Obersten Sowjets der Litauischen Sozialistischen Sowjetrepublik.